# Museu Valencià d'Etnologia
El Museu Valencià d'Etnologia és un museu ubicat al Centre Cultural de la Beneficència de la ciutat de València. Fou creat el 1982 i obrí les portes al públic el 1983. Treballa fent investigació i divulgació sobre l'etnologia i l'antropologia, especialment sobre la diversitat cultural que caracteritza els humans en dos àmbits complementaris:
- El pròpiament valencià, centrant-se en les pautes culturals de la societat tradicional valenciana i el seu procés de trànsit cap a la societat industrialitzada, sense deixar de banda les noves formes culturals de la contemporaneïtat.
- L'àmbit general de les cultures, des de les mediterrànies, més properes, fins a les pròpies d'àmbits geogràfics més llunyans.

El centre està administrat per la Diputació de València. El 2007 comptava amb 15.000 peces a la seua col·lecció, sent el museu de referència pel que fa a la cultura tradicional al País Valencià.

## Història

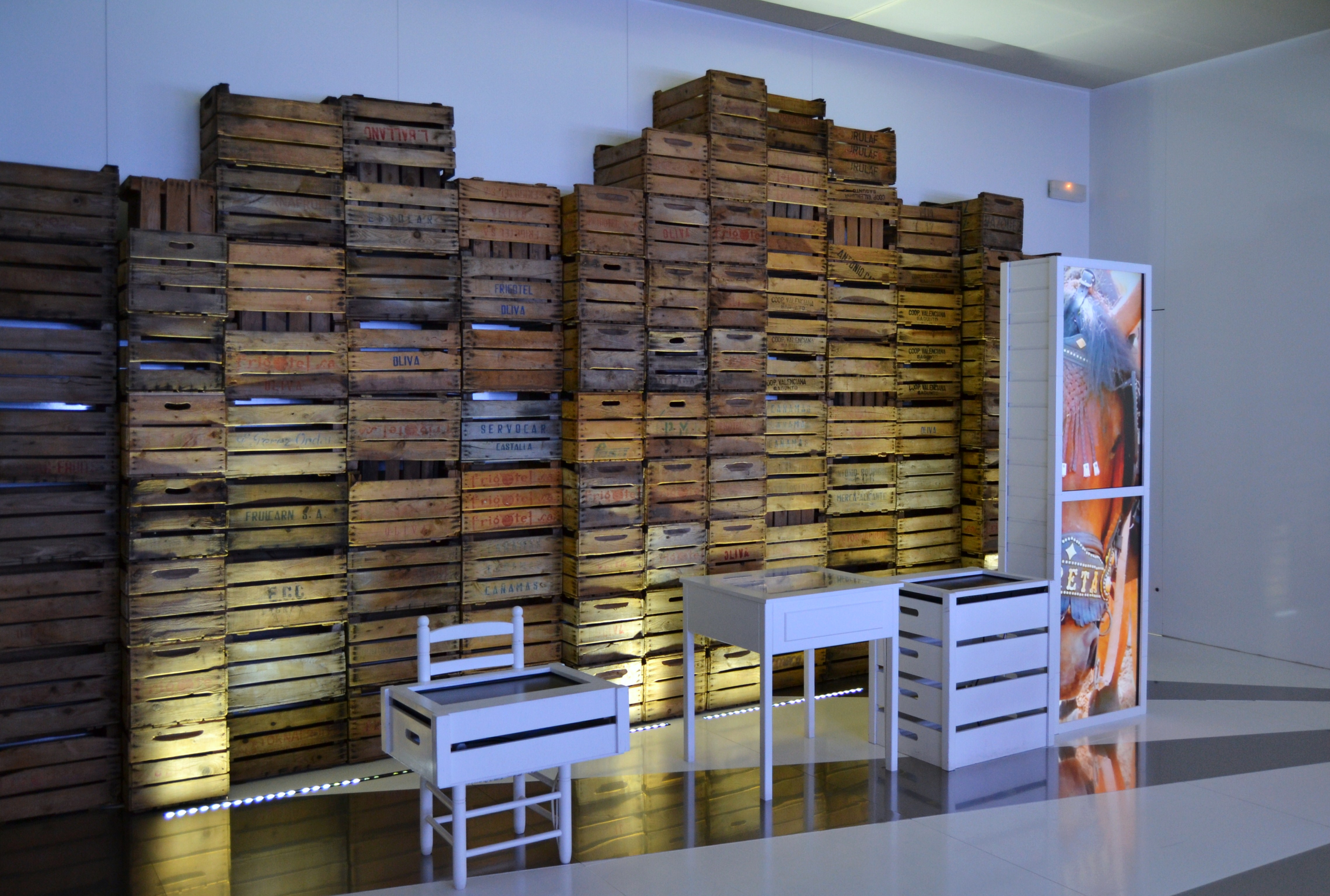
Basquets de fruita a la sala dedicada a l'horta i la marjal.

El museu va ser creat per Joan Francesc Mira el 1982, en un context de recuperació de la identitat valenciana propi de la transició i que és comú a molts altres museus de l'estat espanyol. Este projecte concretà un projecte que històricament havia estat proposat però mai realitzat de disposar d'un museu que estudiara, recopilara i difonguera la cultura tradicional valenciana.
L'apertura del museu va ser efectiva en 1983. El museu va situar-se al Centre de la Beneficència on també s'havia ubicat el Servei d'Investigació Prehistòrica de la Diputació de València Entre els objectius hi havia el de la recuperació i posada en valor de les col·leccions prèvies, donada la nul·la tradició de col·leccions etnològiques existent. En pocs anys es va aconseguir una important col·lecció sobre tecnologia agrària, i posteriorment amplià el seu camp temàtic amb materials urbans, i a partir del segle xxi, amb indumentària tradicional.
Des de gener de 2017 és el museu coordinador de la Xarxa de Museus etnològics locals, creada per la Diputació de València per a donar lloc a una estructura cultural de cooperació, assessorament i formació, amb l'objectiu de trencar l'aïllament que pateixen els museus locals, creant-se un espai de comunicació i cooperació compartit.
Des de finals de 2022 el seu director és Joan Seguí, qui ja fou entre 2008 i el 2014 director d'aquest museu.

## Edifici

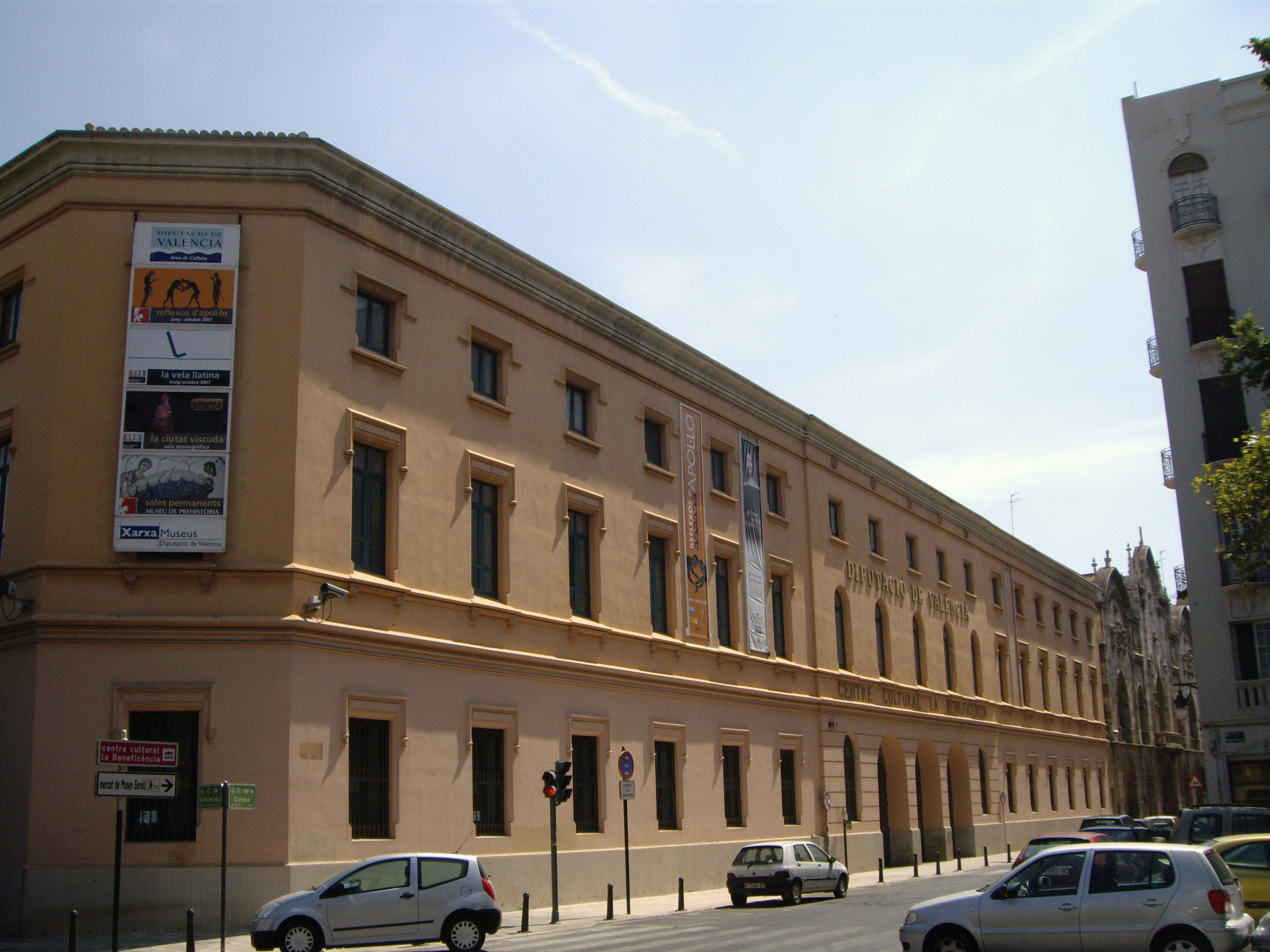
El Centre Cultural la Beneficència s'ubica en un antic hospici restaurat

El Museu Valencià d'Etnologia està ubicat dintre de l'actual Centre Cultural la Beneficència, situat a l'antiga casa de la Beneficència de la ciutat de València. El seu origen és un antic hospici del segle xix, que en la dècada de 1990 va ser restaurat i preparat com a centre cultural i sala d'exposicions, on s'hi troben diferents institucions gestionades per la Diputació de València. Al seu interior es troben el Museu Valencià d'Etnologia i el Museu de Prehistòria de València.

## Exposicions

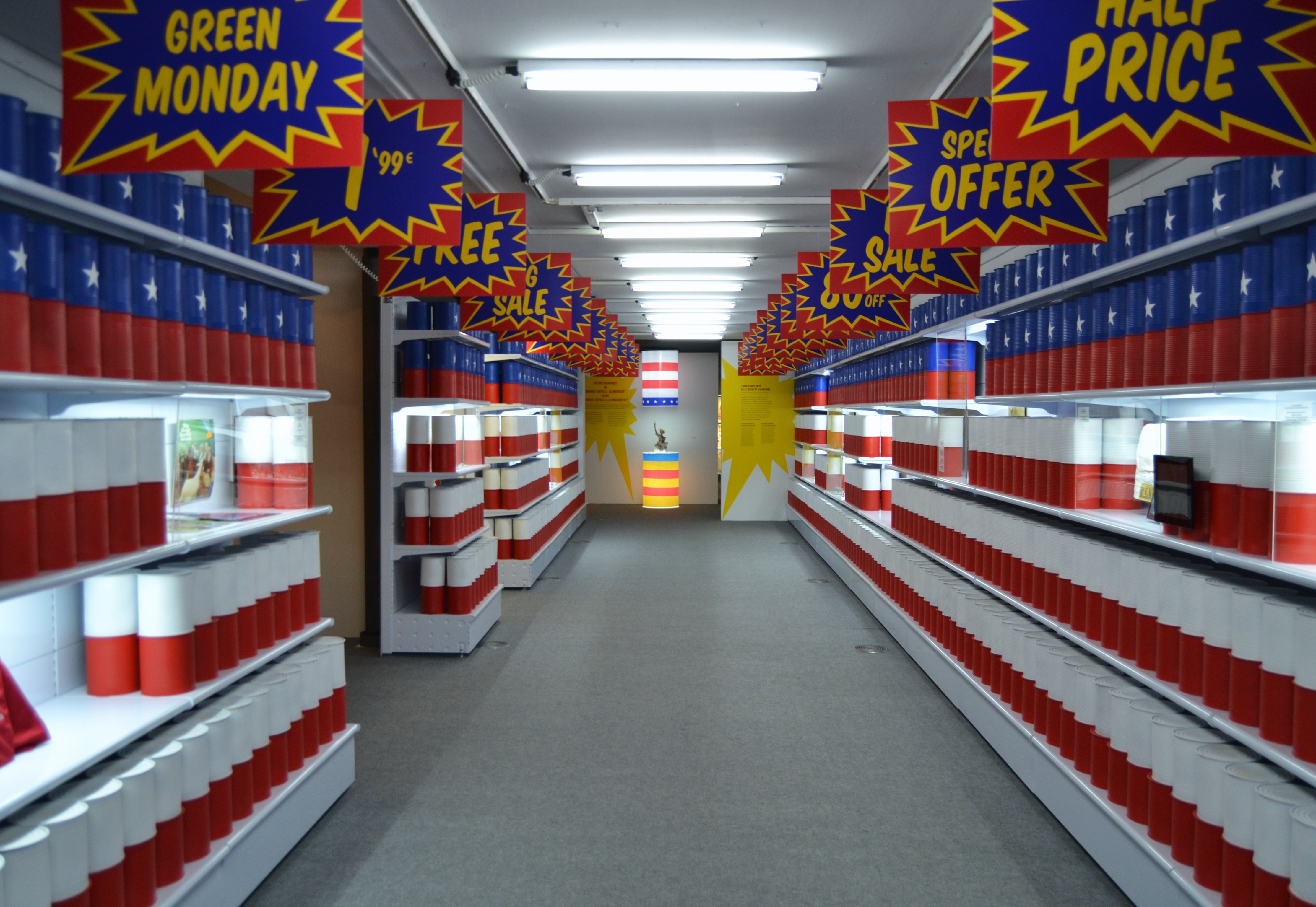
Exposició temporal al Museu sobre els valencians i els Estats Units.

Pel que fa a les sales permanents, al museu hi ha hagut diversos projectes d'exposicions permanents, la primera data de l'apertura del museu en 1983, i tenia per objectiu dignificar les col·leccions recopilades fins a eixe moment i mostrar les potencialitats de l'estudi de l'etnologia valenciana, sense entrar a fer un recorregut exhaustiu per la societat tradicional valenciana. En 1986 l'exposició permanent primigènia fou substituïda per un monogràfic sobre el cicle del cereal anomenat Del gra al pa, concebuda com a temporal però que estigué oberta al públic fins a 1993. No seria fins a 1995 que es presenta una exposició concebuda com a permanent. S'hi mostraven tres àmbits de la vida: el domèstic, l'obtenció de primeres matèries i les tècniques de fabricació. En 1997 es desmunta l'exposició i comença un període amb un gran nombre d'exposicions temporals, impulsant-se 64 entre 1997 i 2002. A partir de 2003 es comença a treballar en un nou projecte d'exposició permanent que mostre el País Valencià des de tres òptiques diferents: les ciutats, les hortes i marjals i la muntanya i el secà. En 2003 es produeix la primera part del projecte, dedicada a les ciutats, desenvolupant progressivament els tres àmbits de l'exposició permanent, que culminaria en 2011. A partir d'aquell moment s'han presentat exposicions temporals dedicades al món de la pilota valenciana, les bandes de música o les migracions. Estes exposicions temporals complementen a les permanents.

### Exposicions permanents
El Museu Valencià d'Etnologia presentà, a la seua exposició permanent inicial, tres sales: La ciutat viscuda. Ciutats valencianes en trànsit 1800-1940; Horta i marjal; i Secà i muntanya; les quals que tractaven els àmbits urbà, d'horta i marjal, i de secà i muntanya del territori valencià. En estos cinc àmbits, els objectes i els continguts es mostraven en relació amb uns eixos determinats: habitar (l'espai domèstic), conviure (els espais de trobada), i treballar (els llocs de treball). A més, el Museu produïa exposicions temporals de contingut etnològic, històric, antropològic i sociològic.
Després de 15 anys, al juny de 2018 es va començar a desmantellar l'exposició permanent per a la seua renovació total. Es va aprofitar el canvi per a reobrir amb una nova marca, L'ETNO, i un nou logotip, obra de Pep Gimeno, dissenyador també de l'anterior logotip. També es va aprofitar per eliminar algunes barreres arquitectòniques de les antigues sales.
Les obres de renovació, que van suposar el tancament de l'exposició permanent i una inversió d'uns 250.000 euros, havien es van allargar fins al juliol de 2020.
La nova exposició es diu 'No és fàcil ser valenciana / No és fàcil ser valencià', i fou comissariada per Joan Seguí, Assumpció Garcia i Josep Aguilar, amb la col·laboració de tot l'equip del museu; compta amb més de 1500 m² sobre la cultura tradicional i popular valenciana més recent, del passat segle, i la més estesa.

### Exposicions temporals
Paral·lelament a les exposicions permanents, al llarg de la història del museu s'han presentat exposicions temporals dedicades al món de la pilota valenciana, les bandes de música o les migracions. Estes exposicions temporals complementen a les permanents.
Des de la inauguració del museu fins a 1996 s'han fet exposicions monogràfiques dedicades a diferents àmbits del territori. A partir de 1996, el Museu centra la seua política en la realització d'exposicions temporals, algunes pròpies i altres prestades d'altres museus o de col·leccions privades. Entre 1997 i 2002 es realitzarien un total de 64 exposicions diferents. De l'any 2004 a l'any 2019 es realitzen una seixantena d'exposicions de diferents temàtiques.

### Exposicions itinerants
A banda de les exposicions exhibides al museu, també es realitzen exposicions itinerants que estan disponibles per a altres centres o associacions. Estes exposicions són, en alguns casos, versions adaptades de les temporals del museu, dedicades a temes com el món de la pilota valenciana.

## Activitats

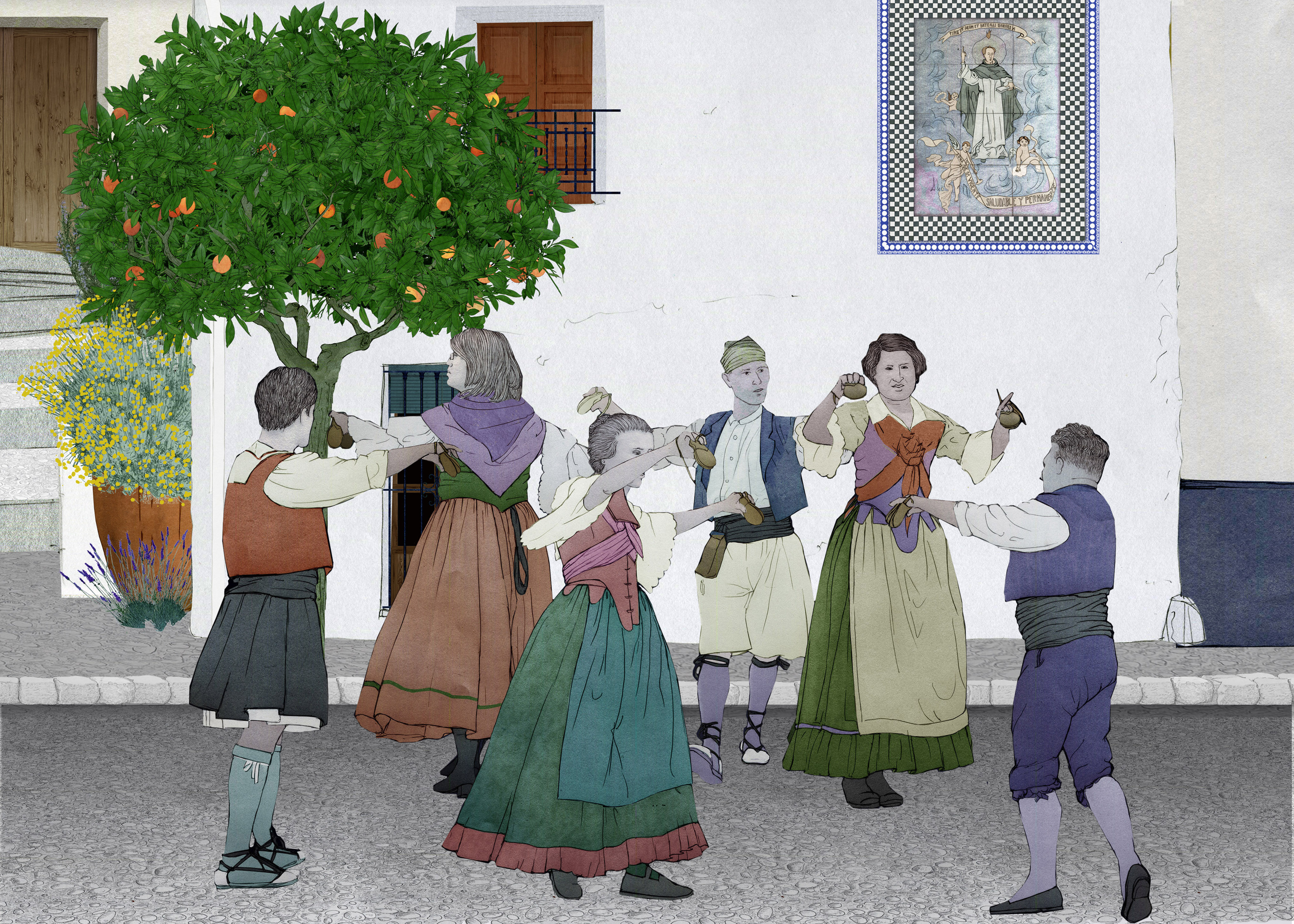
Dansa tradicional. Il·lustració del fons del Museu.

El Museu Valencià d'Etnologia realitza la seua activitat en el territori de la província de València assessorant els museus etnològics locals i itinerant diverses exposicions etnològiques i maletes didàctiques. També duu a terme una activitat investigadora que es materialitza en distints projectes i en la convocatòria del Premi Bernat Capó de difusió de la cultura popular. Ha impulsat també el Museu de la Paraula, arxiu en línia de dades biogràfiques i testimonis de vora 400 entrevistes que recullen diverses facetes de la cultura tradicional valenciana.
El Museu edita una publicació periòdica, la Revista valenciana d'etnologia i les col·leccions "Temes d'Etnografia Valenciana" i "Intercanvis", a més dels catàlegs de les exposicions i col·laboracions externes com el Premi Bernat Capó. També disposa d'una biblioteca i centre de documentació especialitzada en etnologia i antropologia, oferint un servici obert a tots els investigadors, estudiants i interessats en les matèries que tracta i especialment en la cultura tradicional i popular valenciana. També organitza cicles de cinema, activitats musicals, jornades de formació, excursions o cicles d'etnocuina.
El museu disposa d'instal·lacions de reserva en Bétera, on s'emmagatzema i cataloga la col·lecció del museu, i on es troben les sales de restauració. Estes instal·lacions són visitables mitjançant un programa d'apertura i visita guiada.
Entre les seves activitats destacades hi ha l'organització del Festival Etnomusic, fundat el 2003 i definit com a Festival de Música folk i del món, amb l'objectiu de promoure i visibilitzar la música tradicional, però interpretada a través de les noves lectures musicals. El festival té lloc als patis interiors de La Beneficència i són gratuïts.
Destaca també la iniciativa Espanta la por: per Tots Sants, monstres valencians, iniciada el 2016 per tal de celebrar el dia de Tots Sants, utilitzant la festa com a mitjà per a reivindicar l'imaginari valencià de la por.
Aquesta activitat va sorgir de la necessitat de revaloritzar i donar a conèixer la riquesa de l'imaginari de la por propi de la Comunitat Valenciana, el qual, per la influència de la festa nord-americana de Halloween, que ha quedat soterrat.

### Projectes externs
El Museu Valencià d'Etnologia disposa d'una unitat de Projectes Externs que s'encarrega de gestionar els mitjans humans i materials destinats a recolzar les iniciatives d'ajuntaments i associacions d'àmbit local relacionades amb l'etnologia. De la mateixa manera, es coordina el treball amb diferents museus associats, vinculats al Museu Valencià d'Etnologia mitjançant convenis de col·laboració. A banda, existeix la Xarxa de Museus Etnològics Locals, fundada el febrer de 2017. Té una estructura cultural de cooperació, assessorament i formació que té per objectiu acabar amb l'aïllament dels museus locals tot creant un espai de comunicació i cooperació compartit.
Els museus associats són:
| - Museu Etnològic La Casa Gran - Museo Municipal de Utiel (Casa Alamanzón) - Ecomuseu de Bicorb - Museu Nino Bravo - Museu de la Pilota del Genovés - Museu de la Casa del Pou de la Llosa de Ranes - Museu de l'Horta d'Almàssera - Museu de la Rajoleria de Paiporta - Museu del Palmito d'Aldaia - Museu municipal de ceràmica de Paterna - Museu Valencià de la Mel de Montroi - Museo Etnológico de Alpuente - Museu Etnològic d'Ador - Museu Històric-Etnològic de La Font de la Figuera. - Centro de Interpretación del Torico - Col·lecció Museogràfica de Yátova - Museu del Molí Fariner | - Museu Internacional de Titelles d'Albaida - Museu Internacional del Toc Manual de Campanes d'Albaida (MitMac) - Museu Municipal d'Alzira - Ecomuseu d'Ares dels Oms - Museu de les Artesanies d'Atzeneta d'Albaida - Museu Etnològic d'Énguera - Museu Etnològic de Luis Perales de Llanera de Ranes - Museu Etnològic de la Vall d'Albaida - Museu de Ceràmica de Manises - Museu Cassoleria d'Àngel Domínguez - Museu Municipal de Requena - Almàssera del Comte (Sot de Chera) - Museu Comarcal de l'Horta Sud - Museu Etnològic de Canet d'en Berenguer (MECBE) - Museu Faller de Gandia |

## Galeria

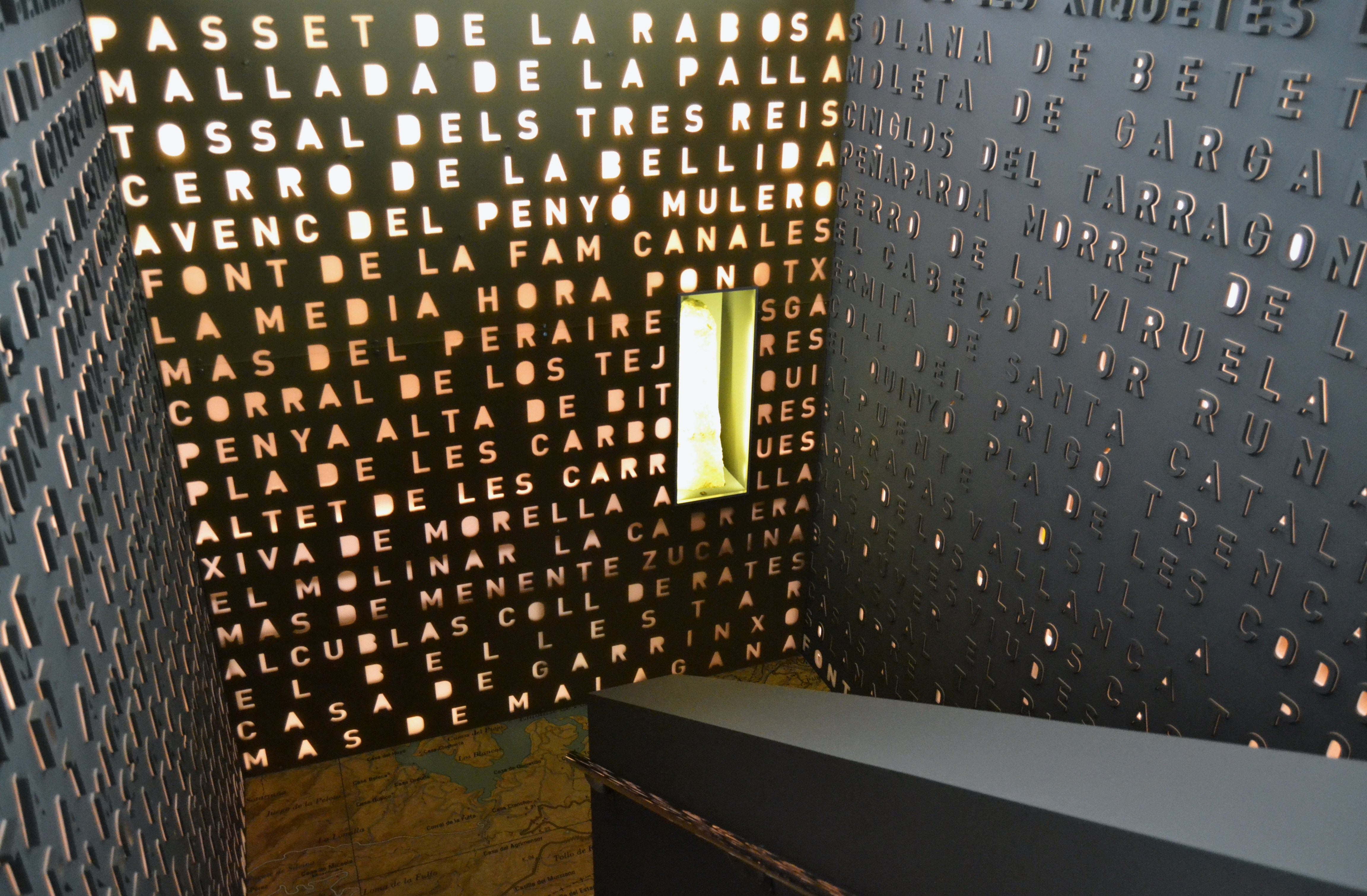
Escales del museu
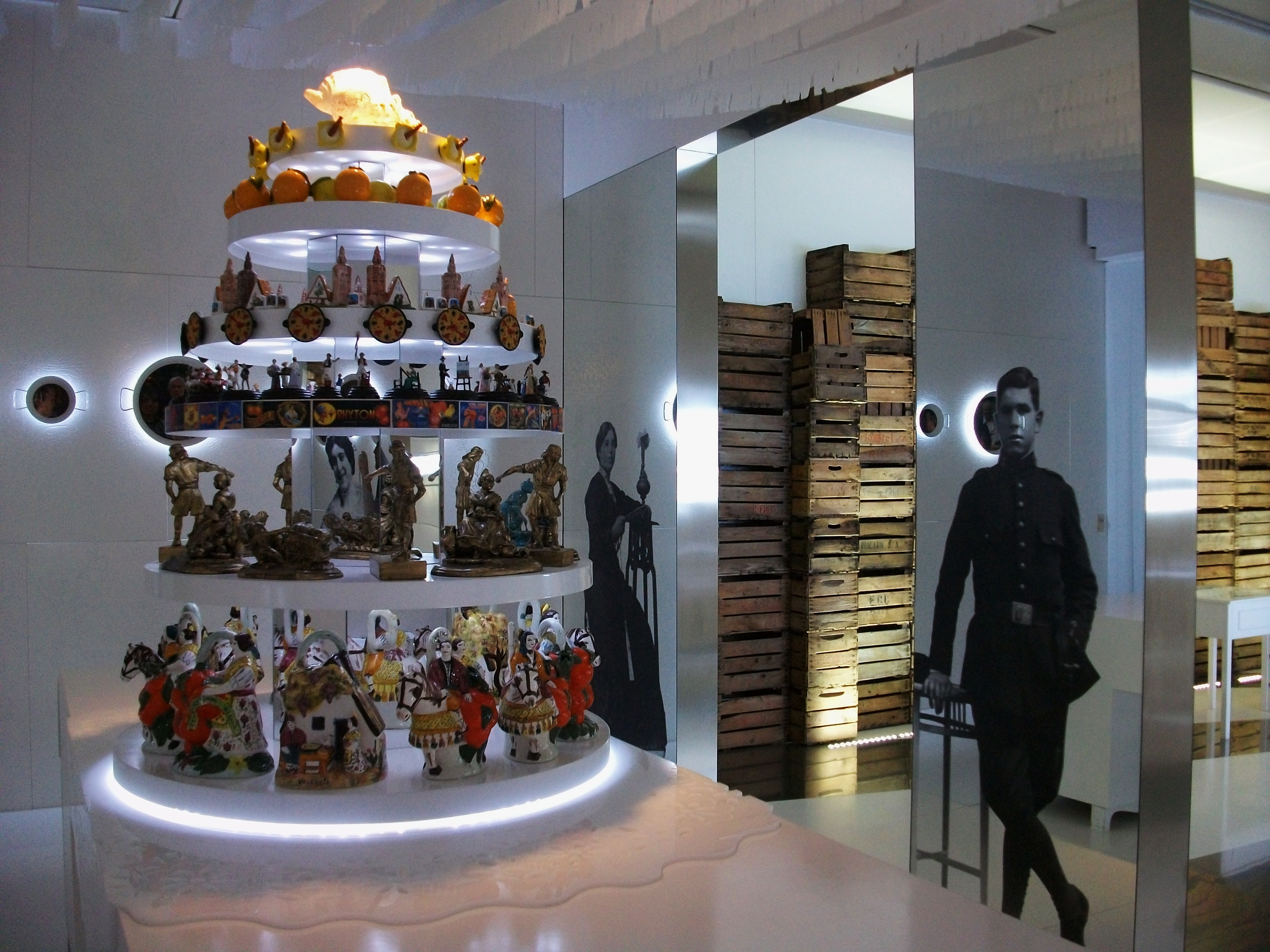
Sala Horta i Marjal del museu
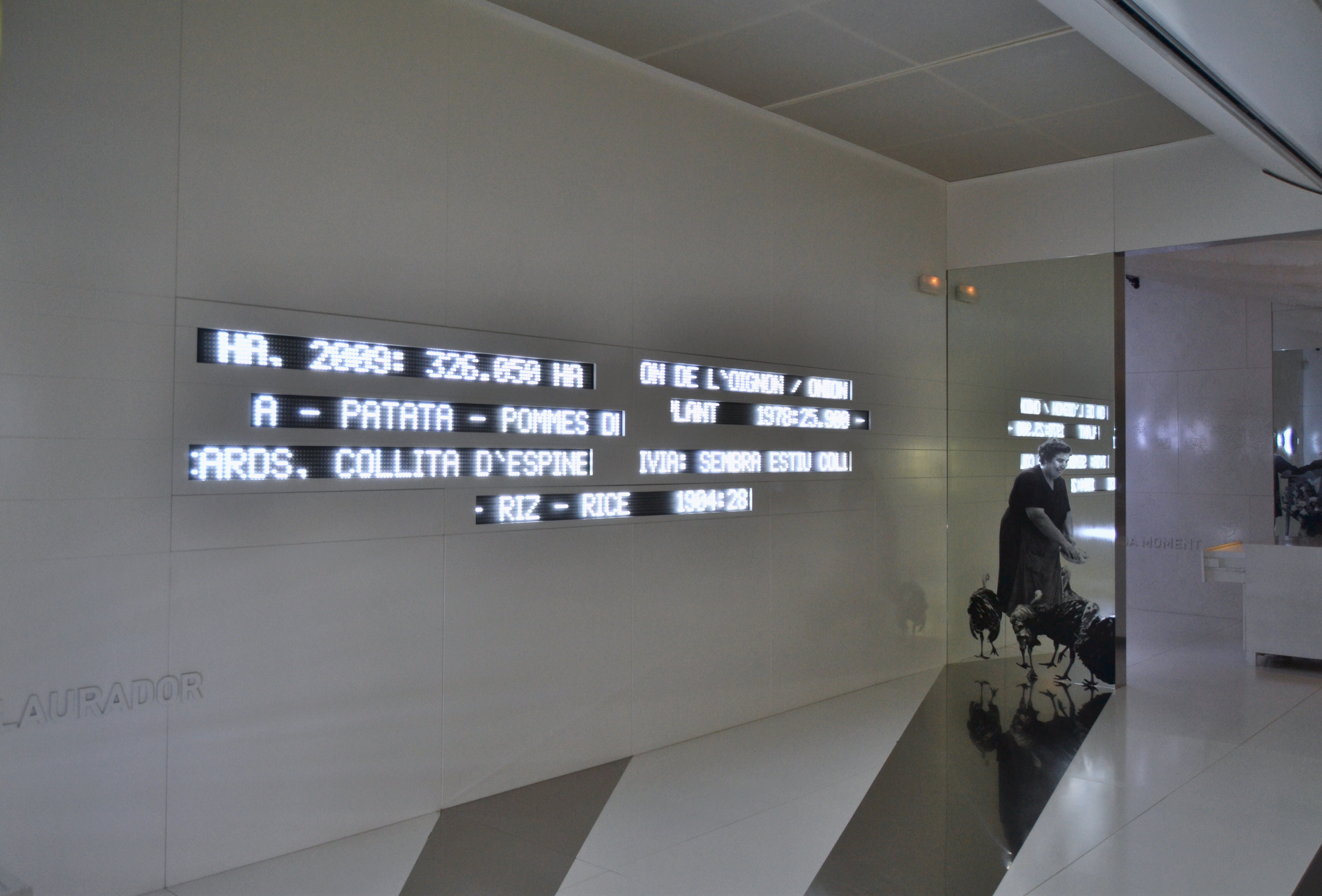
Una altra imatge de la sala d'Horta i Marjal
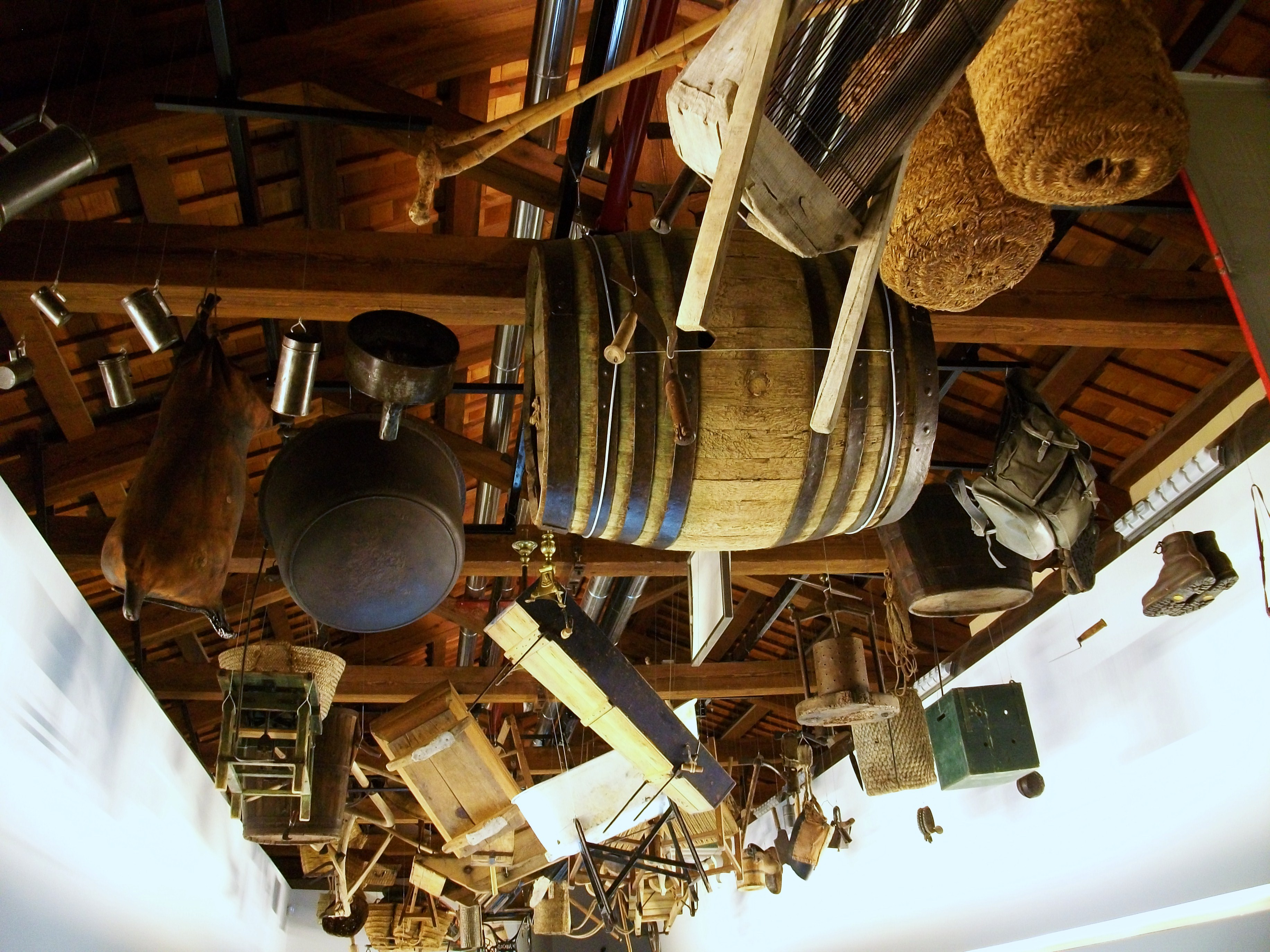
Sala de Secà i Muntanya
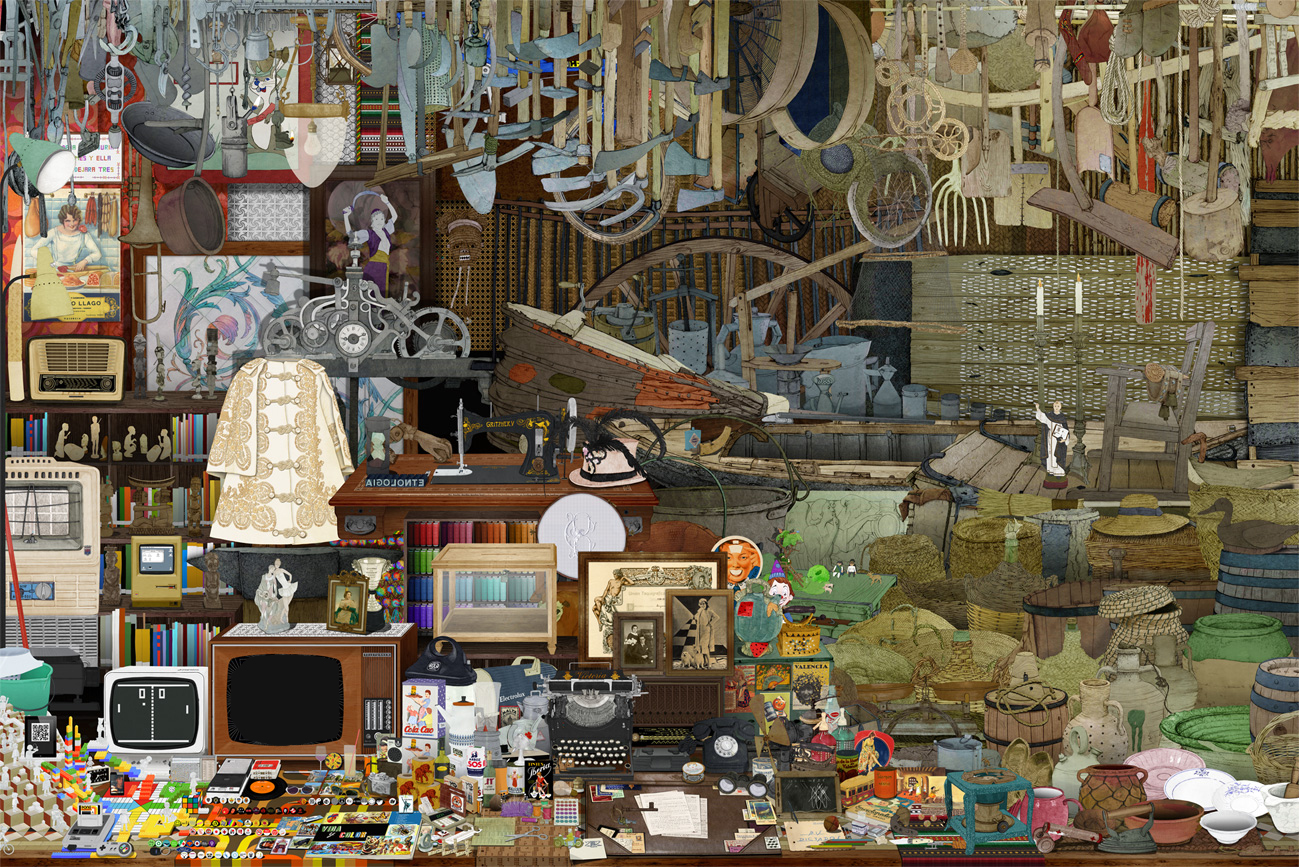
Imatge de presentació del Museu Valencià d'Etnologia.
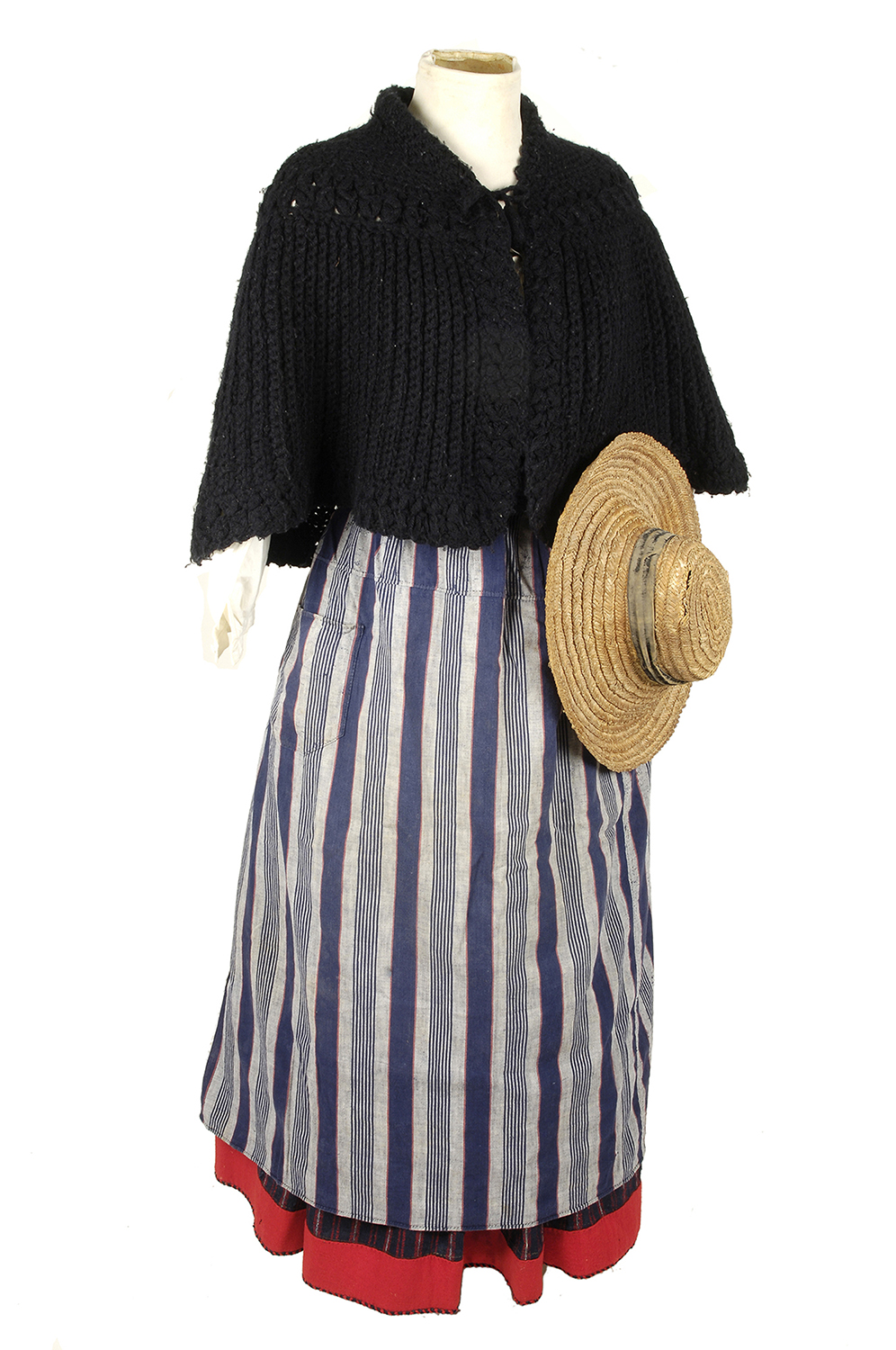
Conjunt complet de la Sala Secà i Muntanya.
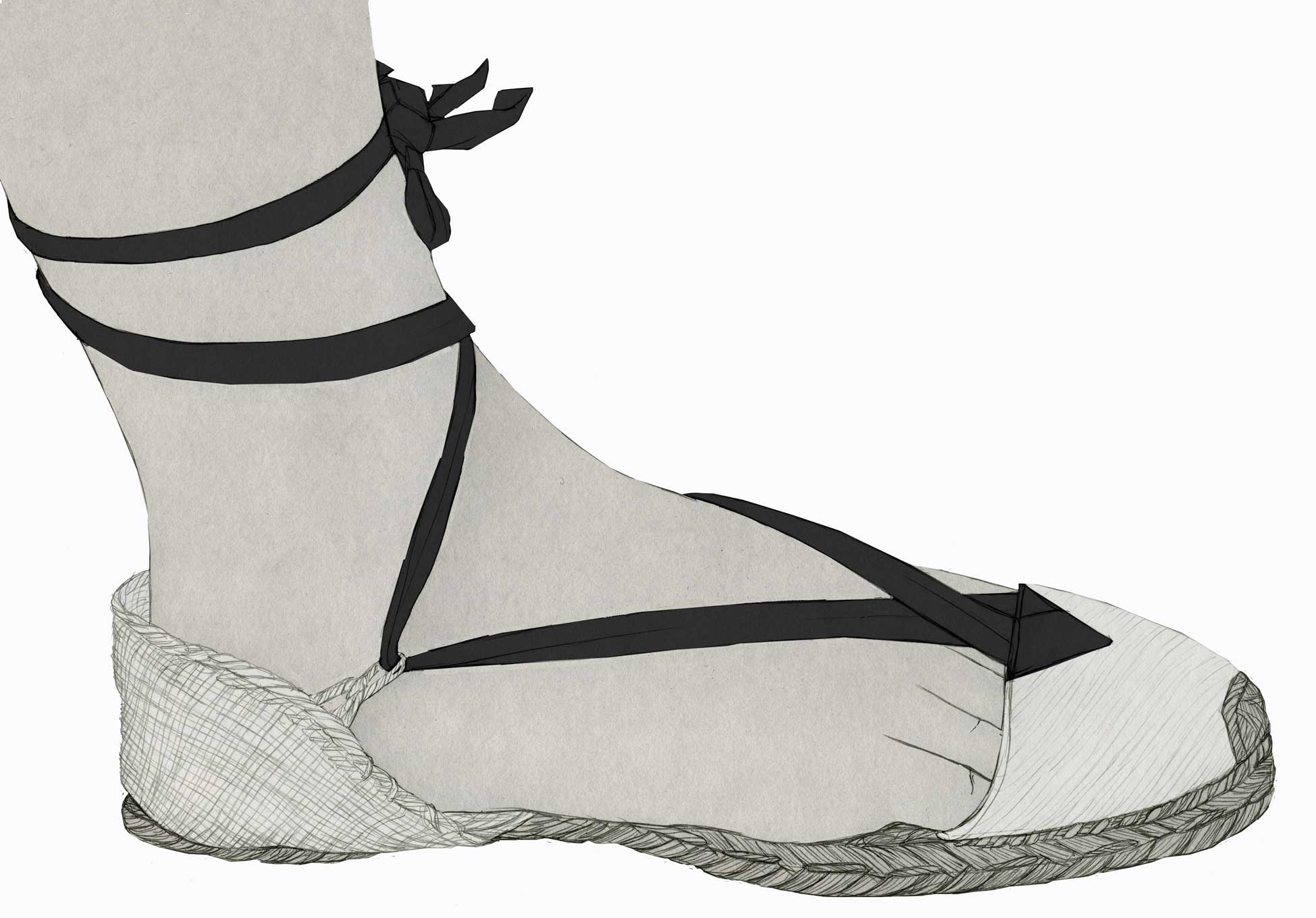
Espardenya de careta. Imatge descartada de l'exposició Horta i Marjal.

## Premis i reconeixements
L'any 2023, el museu fou guardonat com a Museu Europeu de l'Any a la seva edició del 2023, aquest premi és atorgat per l'EMYA, entitat associada al Consell d'Europa. A la convocatòria de l'any 2023, al costat de l'ETNO hi havia 32 museus europeus més, entre ells la Casa Batlló de Barcelona; el Centre de Documentació Fugida, Expulsió, Reconciliació, de Berlín o la Casa Fernando Pessoa de Lisboa.